# Saint-Just-de-Claix
Saint-Just-de-Claix település Franciaországban, Isère megyében. Lakosainak száma 1381 fő (2022. január 1.). Saint-Just-de-Claix La Motte-Fanjas, Saint-Nazaire-en-Royans, Saint-Thomas-en-Royans, Auberives-en-Royans, Saint-André-en-Royans, Saint-Hilaire-du-Rosier, Saint-Romans és La Sône községekkel határos.

## Népesség
A település népessége az elmúlt években az alábbi módon változott:
| Lakosok száma | 580  | 822  | 944  | 1163 | 1213 | 1178 | 1212 | 1311 | 1361 | 1381 |
|               | 1968 | 1982 | 1990 | 2006 | 2013 | 2015 | 2017 | 2019 | 2020 | 2022 |